# Dar Runga
Dar Runga war ein Sultanat im Süden des heutigen Tschad, als Staat der Ethnie der Runga. Das Territorium erstreckte sich vom Fluss Salamat bis zum Bahr Aouk und Kara
Dar Runga war ein Vasallenstaat des Reich Wadai. In den 1880er Jahren wurde Kobur, Sultan von Dar al-Kuti, welcher selbst Dar Runga tributpflichtig war, von sudanesischen Sklavenhändlern dazu gedrängt, Dar Runga zu überfallen und Sklaven zu fangen. Doch Kobur lehnte ab, weil dies gemäß dem Koran in den Ländern der Gläubigen nicht erlaubt sei, da die Sklaverei den Ungläubigen vorbehalten sei. Im Jahr 1890 wurde Kobur vom Kriegsherrn Rabih az-Zubayr abgesetzt und durch Muhammad al-Senussi ersetzt, Koburs Neffen, der (obwohl er zur Bruderschaft der Senussi gehörte) der Sklaverei gegenüber nachgiebiger war. Dar Runga wurde von Dar al-Kuti erobert und annektiert und entwickelte sich zu einer wichtigen Sklavenquelle für die Herrscher von Darfur
Das Gebiet wurde von William George Browne erforscht, und später von dem Botaniker Auguste Chevalier.